# 제휘
제휘(본명: 김제휘)는 대한민국의 작곡가이자 가수이다.

## 방송
- 슈퍼스타K5 (2013)- Top24